# マテウス・ドス・サントス・カストロ
マテウス・ドス・サントス・カストロ（Mateus dos Santos Castro、1994年9月11日 - ）は、ブラジル・バイーア州イタブーナ出身のプロサッカー選手。Jリーグ・名古屋グランパス所属。ポジションはフォワード、ミッドフィールダー。

## 来歴
サッカー好きの父の影響で遅くとも5歳ころまでにサッカーボールで遊ぶようになり、サッカー嫌いの母に隠れながらストリートサッカーをして育った。8歳から10歳の頃に親戚のおじさんが運営するサッカースクールで本格的にサッカーを始めた。

### ブラジル時代、大宮アルディージャ
2010年に地元のイタブーナECでキャリアをスタートさせ、2011年からはクルゼイロEC、2013年からはECバイーアに所属した。
2014年8月に大宮アルディージャに期限付き移籍。登録名はマテウス。天皇杯1試合のみの出場に終わり、期間満了につき2015年1月に退団が発表され、一時はECバイーアに復帰したが、2015年7月には期限付き移籍で大宮に再加入。
チームがJ1に昇格した2016年は公式戦35試合に出場し5ゴール3アシストを記録し、2017年1月7日に期間満了後の完全移籍が発表された。移籍金はバイーアのHPで150万レアル（約5400万円）と発表されている。同年は怪我やチームのJ2降格などがあったが、後半戦からレギュラーに定着し公式戦28試合6ゴール2アシストを記録し奮闘した。2018年も引き続き大宮でプレー。リーグ戦40試合に出場し12ゴール8アシストを記録、レギュラーとして活躍したが、チームは昇格PO一回戦で10人の東京Vに敗れ、一年でのJ1復帰に失敗した。

### 名古屋グランパス、横浜F・マリノス
2019年、名古屋グランパスへ完全移籍。5月12日、第11節の浦和レッズ戦で移籍後初ゴールを記録。しかしエドゥアルド・ネットが復帰するとチームの外国人枠の関係でメンバーを外れることが多くなり、同年8月12日に横浜F・マリノスへ期限付き移籍で加入。マリノスでは左サイドを主戦場とし、チームのリーグ優勝に貢献した。
2020年は名古屋グランパスへ復帰。新監督のマッシモ・フィッカデンティによって重用されてほぼ全試合に出場し、9ゴール8アシストを記録して献身的な守備でチームに貢献した。2022年に背番号を10、登録名をマテウス・カストロに変更、新監督の長谷川健太によってセンターフォワードにコンバートされる。

### アル・タアーウンFC
2023年8月1日、サウジ・プロフェッショナルリーグのアル・タアーウンFCへ完全移籍。移籍金は300万ドル（約4億3000万円）とも報じられた。
アル・タアーウンFCでは攻撃を牽引する活躍を見せたが、2024年3月5日のトレーニング中の負傷によりアキレス腱断裂で全治9〜12か月との診断を受け、10月3日に実戦復帰を果たすもののレギュラー復帰とはならなかった。ペリクレス・シャムスカの後を継いだロドルフォ・アルアバレーナ監督の構想外とも報道され、2025年1月11日以降はベンチ外となっていた。

### 名古屋グランパス（第2期）
2025年1月22日、名古屋グランパスへの加入決定が発表され、1月31日にはアル・タアーウンからも双方合意の下に選手との契約を解除したことが発表された。1年半での復帰による移籍金は0とみられ、マテウスに関する取引だけで名古屋は4億円以上の収入を得たとみられる。

## 特徴
「悪魔の左足」とも評されるミドルレンジからの強烈な左足のシュートと、推進力のある力強いドリブルを武器とする。自らの得点能力だけでなく、高いキック精度・突破力・キープ力を活かしたチャンスメイクからクロスやラストパスで攻撃を牽引する役割も担える。

## 個人成績
| 国内大会個人成績 | 国内大会個人成績 | 国内大会個人成績 | 国内大会個人成績 | 国内大会個人成績 | 国内大会個人成績 | 国内大会個人成績 | 国内大会個人成績 | 国内大会個人成績 | 国内大会個人成績 | 国内大会個人成績 | 国内大会個人成績 |
| 年度             | クラブ           | 背番号           | リーグ           | リーグ戦         | リーグ戦         | リーグ杯         | リーグ杯         | オープン杯       | オープン杯       | 期間通算         | 期間通算         |
| 年度             | クラブ           | 背番号           | リーグ           | 出場             | 得点             | 出場             | 得点             | 出場             | 得点             | 出場             | 得点             |
| 日本             | 日本             | 日本             | 日本             | リーグ戦         | リーグ戦         | リーグ杯         | リーグ杯         | 天皇杯           | 天皇杯           | 期間通算         | 期間通算         |
| ---------------- | ---------------- | ---------------- | ---------------- | ---------------- | ---------------- | ---------------- | ---------------- | ---------------- | ---------------- | ---------------- | ---------------- |
| 2014             | 大宮             | 42               | J1               | 0                | 0                | -                | -                | 1                | 0                | 1                | 0                |
| ブラジル         | ブラジル         | ブラジル         | ブラジル         | リーグ戦         | リーグ戦         | ブラジル杯       | ブラジル杯       | オープン杯       | オープン杯       | 期間通算         | 期間通算         |
| 2015             | バイーア         |                  | セリエB          | 1                | 0                | 2                | 0                | -                | -                | 3                | 0                |
| 日本             | 日本             | 日本             | 日本             | リーグ戦         | リーグ戦         | リーグ杯         | リーグ杯         | 天皇杯           | 天皇杯           | 期間通算         | 期間通算         |
| 2015             | 大宮             | 16               | J2               | 5                | 0                | -                | -                | 2                | 1                | 7                | 1                |
| 2016             | 大宮             | 16               | J1               | 22               | 2                | 8                | 1                | 5                | 2                | 35               | 5                |
| 2017             | 大宮             | 16               | J1               | 25               | 5                | 1                | 1                | 2                | 0                | 28               | 6                |
| 2018             | 大宮             | 16               | J2               | 40               | 12               | -                | -                | 0                | 0                | 40               | 12               |
| 2019             | 名古屋           | 11               | J1               | 9                | 3                | 3                | 1                | 1                | 0                | 13               | 4                |
| 2019             | 横浜FM           | 28               | J1               | 11               | 1                | -                | -                | -                | -                | 11               | 1                |
| 2020             | 名古屋           | 16               | J1               | 34               | 9                | 4                | 2                | -                | -                | 38               | 11               |
| 2021             | 名古屋           | 16               | J1               | 37               | 7                | 5                | 1                | 4                | 2                | 46               | 10               |
| 2022             | 名古屋           | 10               | J1               | 30               | 8                | 7                | 3                | 3                | 2                | 40               | 13               |
| 2023             | 名古屋           | 10               | J1               | 21               | 4                | 4                | 0                | 3                | 2                | 28               | 6                |
| サウジアラビア   | サウジアラビア   | サウジアラビア   | サウジアラビア   | リーグ戦         | リーグ戦         | リーグ杯         | リーグ杯         | オープン杯       | オープン杯       | 期間通算         | 期間通算         |
| 2023-24          | アル・タアーウン |                  | プロリーグ       | 19               | 6                | -                | -                | 2                | 0                | 21               | 6                |
| 2024-25          | アル・タアーウン |                  | プロリーグ       | 8                | 0                | -                | -                | 1                | 0                | 9                | 0                |
| 日本             | 日本             | 日本             | 日本             | リーグ戦         | リーグ戦         | リーグ杯         | リーグ杯         | 天皇杯           | 天皇杯           | 期間通算         | 期間通算         |
| 2025             | 名古屋           | 10               | J1               |                  |                  |                  |                  |                  |                  |                  |                  |
| 通算             | 日本             | 日本             | J1               | 189              | 39               | 32               | 9                | 19               | 8                | 240              | 56               |
| 通算             | 日本             | 日本             | J2               | 45               | 12               | -                | -                | 2                | 1                | 47               | 13               |
| 通算             | ブラジル         | ブラジル         | セリエB          | 1                | 0                | 2                | 0                | -                | -                | 3                | 0                |
| 総通算           | 総通算           | 総通算           | 総通算           | 235              | 51               | 34               | 9                | 21               | 9                | 290              | 69               |

その他公式戦
- 2018年
  - J1参入プレーオフ 1試合0得点

| 国際大会個人成績 | 国際大会個人成績 | 国際大会個人成績 | 国際大会個人成績 | 国際大会個人成績 |
| 年度             | クラブ           | 背番号           | 出場             | 得点             |
| AFC              | AFC              | AFC              | ACL              | ACL              |
| ---------------- | ---------------- | ---------------- | ---------------- | ---------------- |
| 2021             | 名古屋           | 16               | 8                | 4                |
| 通算             | AFC              | AFC              | 8                | 4                |

## タイトル
大宮アルディージャ
- J2リーグ：1回(2015年)

横浜F・マリノス
- J1リーグ：1回（2019年）

名古屋グランパス
- Jリーグカップ：1回（2021年）